# IC 4842
IC 4842 је елиптична галаксија у сазвјежђу Паун која се налази на листи објеката дубоког неба у Индекс каталогу.
Деклинација објекта је - 60° 38' 39" а ректасцензија 19h 19m 24,5s. Привидна величина (магнитуда) објекта IC 4842 износи 12,4 а фотографска магнитуда 13,4. Налази се на удаљености од 58,325 милиона парсека од Сунца. IC 4842 је још познат и под ознакама ESO 141-52, PGC 63065.